# 多鳞杜鹃
多鳞杜鹃（学名：Rhododendron polylepis）为杜鹃花科杜鹃花属下的一个种。其种加词“polylepis”意为“多鳞的”。